# Strobilanthes persicifolia
Strobilanthes persicifolia är en akantusväxtart som först beskrevs av John Lindley, och fick sitt nu gällande namn av John Richard Ironside Wood. Strobilanthes persicifolia ingår i släktet Strobilanthes och familjen akantusväxter. Utöver nominatformen finns också underarten S. p. isophylla.